# Ochsenbruch (Werkhausen)
Ochsenbruch ist ein Ortsteil der Ortsgemeinde Werkhausen im Landkreis Altenkirchen (Westerwald) im Nordosten des Landes Rheinland-Pfalz. Das Dorf gehört der Verbandsgemeinde Altenkirchen-Flammersfeld an.

## Lage
Ochsenbruch liegt im nördlichen Westerwald, rund zwei Kilometer südlich der Grenze zu Nordrhein-Westfalen und neun Kilometer Luftlinie nordwestlich der Stadt Altenkirchen (Westerwald). Umliegende Ortschaften sind Kuchhausen im Nordosten, Marenbach im Osten, Weyerbusch im Südosten, Leingen im Süden, Werkhausen im Südwesten und Überdorf im Westen. Die Landesstraße 276 liegt knapp einen Kilometer östlich von Ochsenbruch.

## Geschichte
Ochsenbruch entstand als Einzelhof bei Werkhausen und gehörte im 18. Jahrhundert zur Grafschaft Sayn-Altenkirchen. Nach einer kurzen Zugehörigkeit zum Fürstentum Nassau-Weilburg zwischen 1799 und 1806 gehörte Ochsenbruch zum Herzogtum Nassau. Nach dem Wiener Kongress fiel der Hof an das Königreich Preußen und gehörte dort mit der Landgemeinde Werkhausen zur Bürgermeisterei Weyerbusch im Kreis Altenkirchen im Regierungsbezirk Koblenz. Für das Jahr 1820 sind in Ochsenbruch sechs Einwohner verzeichnet. Kirchlich gehörte Ochsenbruch seit jeher zum Pfarrsprengel Birnbach.
Ab 1822 gehörte Ochsenbruch zur Rheinprovinz. 1927 wurde die Bürgermeisterei Weyerbusch in Amt Weyerbusch umbenannt. Nach dem Ende des Zweiten Weltkrieges wurde Ochsenbruch Teil der Französischen Besatzungszone und ging im neuen Bundesland Rheinland-Pfalz auf. 1968 entstand aus dem Amt Weyerbusch die Verbandsgemeinde Weyerbusch. Zwei Jahre später wurde die Verbandsgemeinde Weyerbusch in die Verbandsgemeinde Altenkirchen (Westerwald) eingegliedert. Seit deren Auflösung am 1. Januar 2020 gehört Ochsenbruch der neuen Verbandsgemeinde Altenkirchen-Flammersfeld an.